# Зірки і солдати
«Зірки і солдати» (угор. «Csillagosok, katonák») — радянсько-угорський художній фільм Міклоша Янчо 1967 року. Фільм брав участь в програмі Каннського фестивалю 1968 року, але фестиваль був скасований у зв'язку з травневими подіями у Франції. У 1969 році картина була удостоєна призу Леона Муссінака від Французького синдикату кінокритиків як найкращий іноземний фільм. Інша назва фільму — «Червоне і біле». Фільм показує будні війни очима угорських червоногвардійців, які брали участь у громадянській війні в Росії.

## Сюжет
1919 рік, Громадянська війна в Росії. Розбитий один з угорських загонів. Бійцеві Ласло вдається сховатися в монастирі, де розташувалися угорці. Загін білих, який раптово увірвався, по-звірячому розстрілює борців за революцію. Бігти за межі міста вдається тільки татарину Чингізу, російському матросу і угорцям Ласло і Андрашу. Вони ховаються серед поранених в білогвардійському госпіталі, але прибулий капітан білогвардійської контррозвідки Челпанов наказує розстріляти втікачів. Раптовий постріл вбиває Челпанова — це наспів загін червоних. У сутичці з білогвардійцями гине Чингіз. Угорці і росіяни зі співом «Робочої Марсельєзи» атакують ворожі шеренги.

## У ролях
- Йожеф Мадараш —  Іштван, угорський командир
- Тібор Мольнар —  Андраш
- Андраш Козак —  Ласло
- Юхас Яцинт —  Янош
- Анатолій Яббаров —  штабс-капітан Челпанов
- Сергій Никоненко —  підхорунжий
- Болот Бейшеналієв —  Чингіз
- Тетяна Конюхова —  Єлизавета
- Христина Миколаєвська —  Ольга
- Віктор Авдюшко —  матрос
- Віра Алентова —  медсестра
- Міра Ардова —  медсестра
- Валентина Березуцька —  медсестра
- Євген Карельських —  поручик
- Михайло Козаков —  Нестор
- Олена Козелькова —  медсестра
- Золтан Латинович — епізод
- Микола Парфьонов —  підполковник Білої армії
- Микола Сергєєв —  чернець
- Юлія Цоглин —  медсестра
- Ніна Шоріна —  медсестра
- Гліб Стриженов —  полковник
- Микита Михалков —  прапорщик Глазунов
- Савелій Крамаров —  Сава, білокозак
- Роман Хомятов — епізод
- Володимир Прокоф'єв — підпоручик Білій армії
- Володимир Глазков — полковник Кєдров

## Знімальна група
- Режисер — Міклош Янчо
- Сценаристи — Валерій Карен, Георгій Мдівані, Міклош Янчо, Луца Каралль, Дьюла Хернаді
- Оператор — Тамаш Шомло
- Художник — Борис Чеботарьов